# Lijst van voetbalinterlands Canada - Paraguay
Deze lijst van voetbalinterlands is een overzicht van alle officiële voetbalwedstrijden tussen de nationale teams van Canada en Paraguay. De landen speelden tot op heden een keer tegen elkaar: een vriendschappelijke wedstrijd die werd gespeeld op 29 januari 1986 in Vancouver.

## Wedstrijden
| № | Plaats    | Datum           | Competitie        | Wedstrijd         | Uitslag |
| - | --------- | --------------- | ----------------- | ----------------- | ------- |
| 1 | Vancouver | 29 januari 1986 | Vriendschappelijk | Canada – Paraguay | 0 – 0   |

## Samenvatting
| Competitie        | Totaal gespeeld | Winst Canada | Gelijk | Winst Paraguay | Doelsaldo Canada – Paraguay |
| ----------------- | --------------- | ------------ | ------ | -------------- | --------------------------- |
| Vriendschappelijk | 1               | 0            | 1      | 0              | 0 − 0                       |
| Totaal            | 1               | 0            | 1      | 0              | 0 − 0                       |

Wedstrijden bepaald door strafschoppen worden, in lijn met de FIFA, als een gelijkspel gerekend.

## Details

### Eerste ontmoeting
| Vriendschappelijk (Vancouver, Canada, 29 januari 1986): |       |          |
| Canada                                                  | 0 – 0 | Paraguay |
|                                                         | goals |          |